# (29674) Raušal
(29674) Raušal – planetoida z pasa głównego asteroid okrążająca Słońce w ciągu 3 lat i 256 dni w średniej odległości 2,39 j.a. Została odkryta 15 grudnia 1998 roku w obserwatorium astronomicznym w Ondřejovie przez Petra Pravca. Nazwa planetoidy pochodzi od Karela Raušala (1906–1983), astronoma amatora, honorowego członka Czechosłowackiego Towarzystwa Astronomicznego. Przed jej nadaniem planetoida nosiła oznaczenie tymczasowe (29674) 1998 XO12.